# Aris Kalaizis

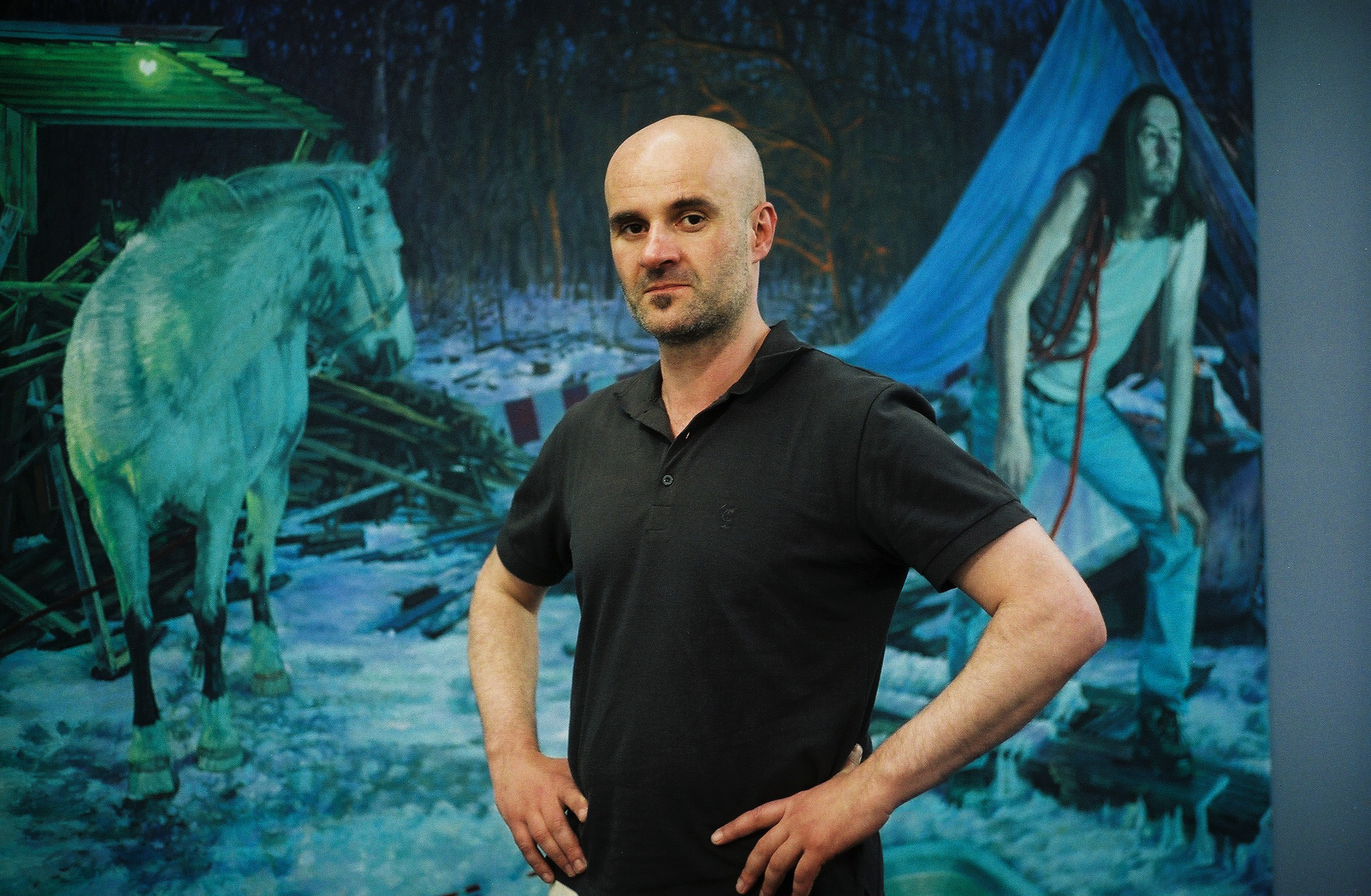
Aris Kalaizis (2010) vor seinem Bild „Europa“ (2009), Museum Angerlehner, Österreich

Aris Kalaizis (* 1966 in Leipzig) ist ein deutscher figurativer Maler. Er wird der Neuen Leipziger Schule zugerechnet.

## Leben
Aris Kalaizis wuchs als Sohn griechischer Einwanderer in Leipzig auf. Seine Eltern, Lambrini und Paskalis, mussten 1949 als Kinder infolge des griechischen Bürgerkrieges (1946–1949) nach Leipzig auswandern.
In einem eher kleinbürgerlichen Elternhaus aufgewachsen, begannen die ersten künstlerischen Schritte Mitte der 80er-Jahre in Leipzig, wo er zunächst, als Teil einer musikalischen Subkultur, Plattencover für diverse lokale Punk-, Metal- oder New-Wave-Bands schuf.
Durch die Ausbildung zum Offsetdrucker Mitte der 80er sowie der daraus entstanden Freundschaft zu Holger Oley, gen. Makarios, Musiker und Frontmann der Undergroundband Die Art, der Kalaizis' künstlerischen Weg in die Malerei unterstützte, begann er im Jahr 1992 das Studium der Malerei an der Hochschule für Grafik und Buchkunst bei Arno Rink sowie dessen Assistenten Neo Rauch, das er 1997 mit Auszeichnung abschloss. Von 1997 bis 2000 absolvierte er sein Meisterschülerstudium bei Arno Rink. In späteren Publikationen betonte Kalaizis, dass er mit seinem Lehrer, Arno Rink, „ein überaus offenes, intensives und fruchtbares Verhältnis“ hatte.
Neben Arno Rink, der ihn während des gesamten Studiums betreute, war Aris Kalaizis in den Anfangsjahren zu Beginn der 90er Jahre auch von Jusepe de Ribera sowie von Francis Bacon beeinflusst. Seine Malerei hat sich jedoch seither stark verändert und entwickelt und weist heute eine unverwechselbare Stilistik auf.
Noch vor Abschluss seines Meisterschülerstudiums gründete er 1999 mit seinem Freund Torsten Reiter die maerzgalerie, Leipzig (heute Reiter-Galleries). Die Gründung der Galerie fiel in eine schwierige Zeit. Kunst und die Vermittlung von Kunst hatten in jenen Jahren einen weitaus geringeren Stellenwert als heute. Nach schwierigen Anfangsjahren etablierte sich aber die Galerie zusehends. Nach 13 Jahren überaus erfolgreicher Zusammenarbeit verabschiedete sich Kalaizis von der Galerie, was einen Weg in eine selbstbestimmtere Neuorientierung ebnete.
Eine frühe, erste und umfassend-öffentliche Einzelschau fand bereits 2005 im Marburger Kunstverein und der zugehörigen Kunsthalle statt. Darüber hinaus präsentierte Kalaizis 2007 in der Motti-Hasson-Gallery und im Zuge eines Arbeitsstipendiums seine erste USA-Soloshow in New York.
Später wurde er einem internationalen Publikum durch die Teilnahme an der Biennale di Venezia (12. Mostra Internazionale di Architettura) sowie 2011 durch seine Teilnahme an der 4. Triennale im Guangdong Museum in Guangzhou (China) bekannt. Die international besetzte Triennale, die im Guangdong Museum of Art stattfand, gewährte Kalaizis einen größeren Einzelraum, in dem acht großformatige Bilder präsentiert wurden.
Eine für Kalaizis etwas untypische und außergewöhnliche Ausstellung fand jedoch 2011 unter dem Titel „Der doppelte Blick“ im Schlossmuseum Greiz statt, wo Kalaizis erstmals vorgefundene historische Räume in einen zeitgenössischen Kontext stellte. Besonders deutlich wurde dies im seinerzeit präsentierten Geschichtsschrank, der einen kompositorischen Aufprall deutscher Geschichte im Stile der Assemblage ähnelt. In den Folgejahren gab es Museumstouren durch mehrere europäische Länder.
Auch theoretische Texte existieren. Im Museum Angerlehner veröffentlichte Kalaizis einen kunsttheoretischen Text, der seine Auffassungen zur Kunst verdeutlicht. Des Weiteren äußerte er sich 2014 zur Finanzkrise und zur Krise Europas, die er als Ausdruck eines „Empathieverlustes“ verstand: Im Jahr 2019 hielt er im Verwaltungsgericht Leipzig die Rede „Warum male ich ein Portrait“. Anlass des Vortrages war die Übergabe eines Kalaizis-Gemäldes an das Bundesverwaltungsgericht, das Kalaizis auf Wunsch der ersten deutschen Bundespräsidialrichterin Marion Eckertz-Höfer und im Auftrag des Bundesverwaltungsgerichtes malte.
2023 produzierte die ARD eine Filmdokumentation unter dem Titel „Aris Kalaizis. Die Möglichkeit des Wunderbaren“. Im Jahr 2024 wurde im Michael Imhof Verlag eine 5 Jahre währende Monografie "Aris Kalaizis. Malerei als Vision" veröffentlicht. In diesem Buch werden 73 Bilder, 73 Kurztexten unterschiedlicher Autoren wie u. a. Christian Berkel, Kurt Drawert, Marie-Agnes Strack-Zimmermann, Michael Wollny, Günther Oberhollenzer, Nora Bossong, Paul-Henri Campbell gegenübergestellt.
Seit 2000 lebt er mit seiner Frau Annett freischaffend als Maler in Leipzig. Die gemeinsame Tochter Nike lebt ebenfalls mit ihrer Familie in Leipzig. Seine Bilder befinden sich in mehreren in- und ausländischen Museen und Kunstsammlungen.

## Werk
Es existieren bislang vier größere Themenkomplexe: Natur, Religion/Metaphysik. Porträts/Bildnisse sowie die inszenierten Bilder. Schwerpunktmäßig konstruiert Kalaizis aber seine, zumeist aus dem Traum hervorgerufenen, Gemälde, mit Hilfe aufwändiger Inszenierungen oder Aufbauten, die er am Handlungsort anfertigt, und an deren vorläufigem Ende zunächst mehrere Fotografien entstehen. Die manchmal surreal anmutenden Szenen in seinen Bildern sind aus Ideen entwickelt worden, die Kalaizis damals nach der Art eines Drehbuchs aufzeichnete. Ein Drehbuch gibt es heute nicht mehr, da Kalaizis davon ausgeht, „dass man die dringlichsten Dinge nicht mehr vergisst“. Am Ende dieses Schöpfungsprozesses entstehen malerische Wunschbilder innerer Möglichkeitswelten. 

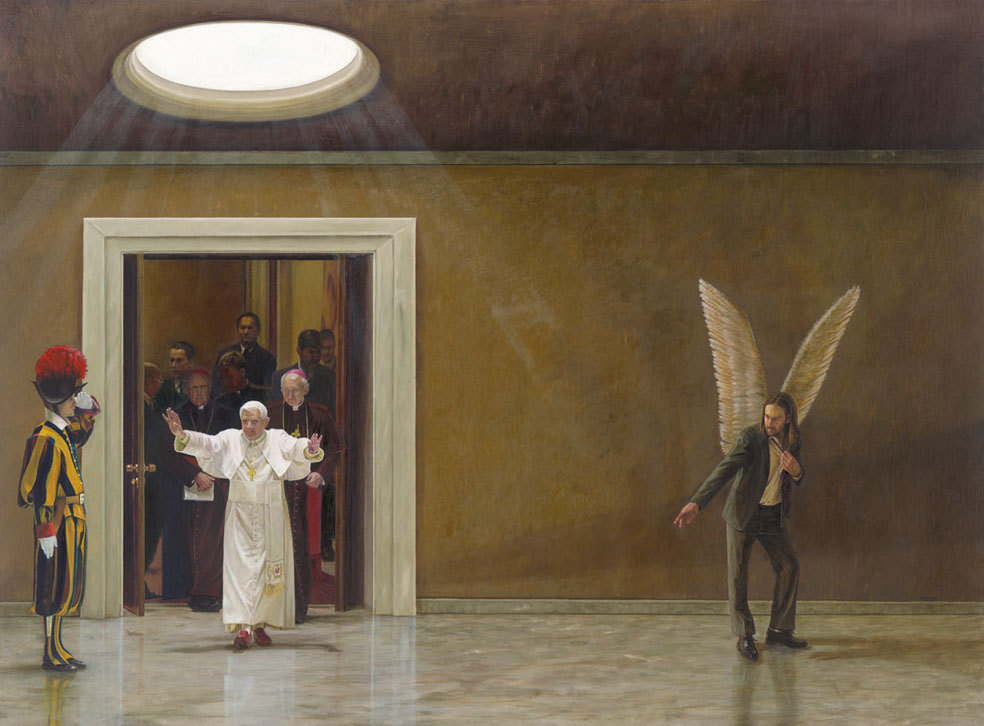
Make Believe / Öl auf Holz / 59 × 80 cm / 2009

Am Beginn der Arbeit steht jedoch stets der Traum, der das Innenbild bzw. Wunschbild evoziert. Steht das Innenbild, baut er in seinem Atelier ein realitätsnahes Modell oder sucht in der Realität nach einer äußeren Gegebenheit, zumeist einem Bildhintergrund, der seinem „Wunschhintergrund“ am nächsten kommt. Ist jene äußere Gegebenheit gefunden, macht er von diesem Ort ein Foto. Dieses selbstgefertigte Foto dient ihm zumeist als Basis für die Hintergrundebene. Was folgt, ist ein meditativer, kontemplativer Vorgang, in dem er überlegt, was vor/mit dieser Bildszenerie geschehen könnte. Dieser Arbeitsansatz unterscheidet Kalaizis grundlegend von den Fotorealisten, da jene keine neue Realität herausfordern.
Sein prägendes Strukturprinzip ist die Antithetik, wodurch die erreichten malerischen Positionierungen – zum Ziel eines nuanciert erneuerten Vorhabens – in Frage gestellt werden sollen. So geschehen auch in dem kleinformatigen Bild Make-Believe (2009), das den damaligen Papst Benedikt zeigt, von einem zeitgenössischen Engel flankiert, welcher dem Papst den rechten Weg zu weisen scheint. In einem wiederum sehr großformatigen Bild malte er 2014/15 mit dem Gemälde Das Martyrium des Hl. Bartholomäus (Apostel) oder Das doppelte Martyrium ein weiteres Bild religiösen Inhalts. Es befand sich damals im Kaiserdom St. Bartholomäus in Frankfurt am Main und findet sich heute in einer Privatsammlung. Auch hier wurde der durch die Legende überlieferte Schändungsvorgang des Hl. Bartholomäus in einem zeitgenössischen Setting dargestellt und durch die Kirchenruine Wachau (Markkleeberg bei Leipzig) angereichert. Die Kirche ist auf diesem Bild ein verwaister Ort, die Wege dorthin erscheinen für den heutigen Menschen beinahe unmöglich. Das Bild ist in drei Zeitebenen aufgeteilt. Der Vergangenheit mit der „historischen“ Darstellung des Schändungsaktes im Vordergrund, der Gegenwart mit der Darstellung zunehmend verwaister Kirchen im Hintergrund, der Zukunft durch die Darstellung eines Mannes, der vermeintlich ein letztes heiliges Buch in den Händen hält und mit diesem auf die Kirchenruine zugeht. 
In einem zeitaufwändigen Prozess, in dem zumeist nicht mehr als fünf Bilder pro Jahr gemalt werden, entstehen dabei Parallelentwürfe zum Bestehenden.
Da sich jedoch diese Gemälde weder dem Surrealen noch dem Realen zuordnen lassen, entwickelte die amerikanische Kunsthistorikerin, Carol Strickland, in Bezug auf Kalaizis’ Bilderwelt, den Begriff des Sottorealismus.

„Strotzend vor Doppeldeutigkeit versprechen seine Bilder zu enthüllen, was sie doch verbergen. Aber selbst bei genauer Untersuchung sind ihre vielfältigen Bedeutungsschichten unerschöpflich. Vielleicht ist ein neuer Begriff für die Beschreibung seiner Arbeit bezeichnender als die Begriffe Realismus oder Surrealismus. An Stelle von sur, dies bedeutet über oder oberhalb, ist Sottorealismus hier passender. Sotto (unterhalb oder unter) weist auf die in einer Farbe verborgenen Geheimnisse hin, die unter der Oberfläche der Geschichte vergraben sind.“

Was dabei zumeist entsteht, sind Bilder, die einen gewissen Taumel, eine gewisse Störung des inneren Gleichgewichts hervorrufen. Leben und Tod, Traum und Wirklichkeit fließen seltsam ineinander. Das Bewegliche scheint erstarrt und das Starre unheimlich bewegt. Oft sind die Bilder aufgeladen mit einer seltsamen Heftigkeit, in denen stets alles zugleich ist: Zauber, Anmut, Süße und Abgründigkeit.
Kalaizis, dessen Bilder die Themengebiete Realität und Imagination umkreisen, erwähnt in Diskussionen oft den Surrealisten André Masson, der einmal gesagt hat: „Es gibt nichts Phantastischeres als die Wirklichkeit“.
Im Zentrum seiner Bilder steht jedoch immer der Mensch in einem stark existenzialistischen Sinne. Auch Bezüge zu religiösen Themen, die ein Bestreben um Rückgewinnung einer verlorengegangen Mystik erkennen lassen, sind ebenso kennzeichnend wie die Sphären der Magie und des Grotesken.

## Arbeitsprozess
Kennzeichnend für den Arbeitsprozess der inszenierten Bilder sind die aufwendigen Aufbauten, die im Vorfeld seiner Bildprojekte entstehen. Sie dienen der Annäherung an das Zielbild, das schließlich auf der Leinwand malerisch umgesetzt wird. Paul-Henri Campbell schrieb hierzu: „Aris Kalaizis (durchschreitet) bei der Bildfindung mehrere Arbeitsetappen:
1) Innere Leere, die für ein Inbild empfänglich macht; 2) die Geduld diese numinose Empfindung an realen Orten, Gegenständen und Figuren wiederzuentdecken; 3) die Erbauung dieses Inbildes in der profanen Wirklichkeit des Ateliers oder der freien Natur; 4) die photographische Dokumentation dieser aufwendigen Aufbauten, bei denen häufig ganze Kohorten an Handwerkern, Statisten und professionelle Schauspieler einbezogen werden; 5) Entwurf der Leinwandgestalt des Bildes anhand dieser Fotodokumente.“ Nach Abschluss dieser Vorarbeiten realisiert Kalaizis das meist in Öl gemalte Bild in seinem Atelier in Leipzig. Dieser für einen Maler ungewöhnliche Vorgang bildet zugleich ein Alleinstellungsmerkmal in der zeitgenössischen Malerei.

Aufbauten zum Bild „Wiederkehr eines Abschieds“ (2010) im Leipziger Atelier von Aris Kalaizis

Die obige Serie dokumentiert den Aufbau zum in Öl gemalten Bild „Wiederkehr eines Abschieds“, welches den Abschluss der Reihe bildet. Um die Modelle umsetzen zu können, sind häufig zusätzliche Hilfskräfte notwendig, um beispielsweise Böden zu verlegen, provisorische Wände aufzustellen und zu tapezieren, aber auch Schauspieler, Lichttechniker oder Kostümdesigner. Requisiten sind vielfältig, beispielsweise der Wurzelteller eines Baumes, Flugzeugturbinen, lebende Tiere u. v. m.

## Rechtsstreit mit der Stadt Leipzig

Die Schwebende / Öl auf Leinwand / 210 × 300 cm / 2018

2018 kündigte der damalige Leiter des Museums der bildenden Künste, Leipzig, Dr. Alfred Weidinger eine für 2021 geplante Einzelausstellung in der Heimatstadt des Künstlers an. Durch die vorzeitige Kündigung Weidingers, wurde ein Nachfolger berufen, der jedoch einen Großteil der bereits durch Weidinger geplanten Ausstellungen absagte. Als Begründung nannte der seit 2021 im Amt befindliche Stefan Weppelmann, dass er und sein Museumsteam befunden habe, dass auf den Bildern Kalaizis’ „zu viele Frauen mit zu wenig an, seien“. Die Kulturdezernentin der Stadt Leipzig, Skadi Jennicke (DIE LINKE), unterstützte die Haltung Weppelmanns. In einem daraufhin von Kalaizis angeregten Gerichtsprozess vor dem Landgericht Leipzig, in dem es auch um die entstandenen Kosten in Bezug zur Ausstellungsabsage ging, wurde ein Vergleich erzielt.
Das 2018 im Zuge der Ausstellungsplanung entstandene großformatige Kalaizis-Gemälde „Die Schwebende“, das durch eine Schenkung des Leipziger Kunstvereins an das mdbk ermöglicht wurde, konnte aufgrund eines Formfehlers seitens der Stadt Leipzig, rückabgewickelt und vom Künstler zurückgekauft werden.

## Auszeichnungen
- 1997 Landesstipendiat des Freistaates Sachsen
- 2001 Kunstpreis der deutschen Volks- und Raiffeisenbanken
- 2005 USA (Columbus/OH) Auslandsstipendium des Ministeriums für Wissenschaft und Kunst
- 2007 International Studio & Curatorial Program-Scholarship, New York City, USA
- 2016 China-Arbeitsstipendium, Peking
- 2024 Offizielle Staatsreise nach Griechenland auf Einladung des Bundespräsidialamts Berlin, Elke Büdenbender sowie Bundespräsident Frank-Walter Steinmeier

## Monografien
- Von unvoreiligen Versöhnungen. Katalog. Artco-Verlag, Leipzig 1997, Helmuth Stephan (Hrsg.) (dt./engl.), ISBN 3-9805681-2-1.
- Athletik und Sinnmonarchie. Katalog, Torsten Reiter (Hrsg.) Maerzgalerie, Leipzig 2000 (dt./engl.).
- Brancard. Katalog, Maerzgalerie, Leipzig 2003, (dt./engl.), ISBN 3-9809215-0-6.
- Ungewisse Jagden. Katalog, Marburg/Leipzig 2005 (dt./engl.).
- Rubbacord. Katalog, Kerber-Verlag, Bielefeld/Leipzig 2006 (dt./engl.), ISBN 3-938025-81-6.
- Making Sky. Monografie mit Werkverzeichnis (1995–2009). Hirmer-Verlag, München 2009 (dt./engl.), ISBN 978-3-7774-9065-6.
- Der doppelte Blick. Katalog, Ausstellung Schlossmuseum Greiz 2011, ISBN 978-3-9814378-0-5.
- 4. Guangzhou Triennale. Katalog, Ausstellung Guangdong Museum of Art (China), Guangzhou 2011, (chin./engl.), ISBN 978-7-5362-4761-1.
- Sottorealism. Großformat-Monografie mit Werkverzeichnis (1994–2014). Paul-Henri Campbell (Hrsg.), Imhof-Verlag, Petersberg 2014 (dt./engl.), ISBN 978-3-86568-990-0.
- Aris Kalaizis. Malerei als Vision. Monografie. 73 Bilder - 73 Texte, 224 Seiten, Imhof-Verlag, Petersberg 2024, ISBN 978-3-7319-1102-9.

## Filmdokumentationen
- ZDF - Künstlerportrait von Beate Tyron (2011)
- Aris Kalaizis „Sotto“ eine Dokumentation von Ferdinand Richter (2014)
- „Aris Kalaizis - Die Möglichkeit des Wunderbaren“ eine ARD-Dokumentation von Anna Neuhaus, Produktion SchmidtFilm, 47 Min. (2024)

## Ausstellungen (Auswahl)
- 1997 »Von unvoreiligen Versöhnungen« ARTCO Galerie Leipzig[29]
- 1999 »Series«. Gallery Joshua Goldblum. Cincinnati. USA
- 2000 »Athletik und Sinnmonarchie«. maerzgalerie. Leipzig
- 2001 Werkschau in der Hellenic Foundation for Culture Berlin
- 2002 Kunstpreis der deutschen Volksbanken und Raiffeisenbanken, Kunst-Werke. Berlin
- 2002 »Malerei an einem stillen Nachmittag«. maerzaffairs Projektraum. Leipzig
- 2002–03 Kunstpreis der deutschen Volksbanken und Raiffeisenbanken. Ausstellungstournee Deutschland
- 2003 »Brancard«. quicksilver Galerie. Berlin[30]
- 2004 »Zweidimensionale«. Kunsthalle der Sparkasse Leipzig
- 2004 »Tag- und Nachtbilder«. maerzgalerie. Leipzig
- 2004 »Die Elfte«. 11. Leipziger Jahresausstellung
- 2004 »fünf«. maerzgalerie Leipzig[31]
- 2005 »Ungewisse Jagden«. Kunsthalle Marburg[32]
- 2005 »Erasmus Schröter & Aris Kalaizis: Männer, Frauen, Hunde«. Villa Oppenheim. Berlin
- 2006 »Rubbacord«. maerzgalerie Leipzig
- 2006 »Zurück zur Figur«. HYPO – Kunsthalle. München
- 2006 »(K)eine Zeit für Paradiese«. Stadtmuseum Bautzen
- 2007 »Gettersby«. Moti Hasson Gallery. New York City, USA[33]
- 2007 »Mehr vom Gleichen«. maerzgalerie Leipzig
- 2009 »BAS DE CUER«. maerzgalerie Leipzig
- 2009 »maerzflimmern«. maerzgalerie. Berlin
- 2009 »Seht, wie das Meer uns mit Schweigen ehrt«. maerzgalerie Leipzig
- 2009 »Making Sky«. maerzgalerie. Berlin[12][34]
- 2010 »10 Jahre, 10 Künstler«. Kunsthalle Marburg
- 2010 »The Bearable Lightness of Being«. La Biennale di Venezia. Venedig[35]
- 2010 »The Silent Revolution«. Taidemuseo Helsinki. Kerava G K
- 2011 »Christoph Worringer | Aris Kalaizis«. Sammlung Philara. Düsseldorf[9]
- 2011 »Der doppelte Blick«. Schloßmuseum Greiz[36][37][38]
- 2011 »Welcome (new) Home!«. maerzgalerie. Berlin
- 2011 »Parallelwelten II«. maerzgalerie. Berlin[39]
- 2011 »4. Guangzhou-Triennale«. Guangdong Art Museum. Volksrepublik China
- 2012 »Parallelwelten«. Kunstverein Schwäbisch Hall
- 2012 »Blickwechsel«. Landesmuseum Innsbruck
- 2012 »Komm ins Offene«. maerzgalerie Leipzig[40]
- 2013 »Große Eröffnungsschau«. Museum Angerlehner, Wels, Österreich
- 2014 »Sottorealismus«. Dommuseum Frankfurt am Main
- 2014 »Fremdvertraute Wirklichkeiten«. Museum Angerlehner, Wels, Österreich
- 2014 »Wunderbar«. Drents-Museum Assen Niederlande
- 2014 »Das Schweigen der Taube«. Schloss Celle
- 2015 »Das Martyrium des Hl. Bartholomäus oder das doppelte Martyrium«. Eine Einzelbildpräsentation Dommuseum Frankfurt
- 2015 »Aris Kalaizis und Leipziger«. Galerie Schloss Parz Grieskirchen Österreich
- 2015 »Die phantastische Linie. Kunst aus Leipzig«. Kunstverein „Talstrasse“, Halle (Saale)
- 2016 »Offenbarung. Leipziger Künstler und die Religion«. Stiftung Christliche Kunst Wittenberg, Wittenberg
- 2017 »Abgesang an die Geheimnislosen«. Zerp. Rotterdam Niederlande
- 2017 »Immanence«. Pictura. Groningen Niederlande
- 2017 »Leben als Vision«. Erlass-Galerie. Traunkirchen Österreich
- 2017 »Che Resta | Was bleibt«. (1) Museo Palazzo Ducale. Mantua Italien
- 2018 »Che Resta | Was bleibt«. (2) Museo Civico. Monferrato Italien
- 2018 »mdbk meets G2«. Museum der bildenden Künste. Leipzig
- 2019 »Meisterstück!«. Zentrum für aktuelle Kunst. Berlin
- 2019 »Point of No Return«. Museum der bildenden Künste. Leipzig
- 2020 »Im Atelier«. Kunsthalle der Sparkasse. Leipzig
- 2021 »Minerva meets Leipzig«. Drents-Museum. Assen Niederlande
- 2023 »Die wunderbare Welt der Leipziger Schule«. Drents-Museum. Assen Niederlande
- 2023 »One Day«. Museum Angerlehner. Wels Österreich
- 2024 »Neue Bilder«. Brennecke Fine Art. Berlin-Charlottenburg. Deutschland

## Interviews
- Von Gott war nie die Rede. Aris Kalaizis im Gespräch mit Prof. Dr. Eberhard Geisler. In: "Aris Kalaizis. Malerei als Vision". Monografie. Imhof-Verlag. 2024
- Aris Kalaizis im Gespräch mit Giogos Laios: Der Künstler im Dialog. In: Exantas. Heft 35. 2023
- Aris Kalaizis im Gespräch mit Stephan Schwardmann: Europa ist tot, es lebe Europa. Ein Nachdenken über Europa. In: Griechenland-Blog Februar 2016
- Aris Kalaizis im Dommuseum. In: Feuilleton Frankfurt März 2015
- Eigentlich male ich, um mich in Krisen zu bringen” – Interview mit Aris Kalaizis. In: Age of Artist online. 22. Dez 2014.
- Wunder, Engel und Dämonen. In: diablog.eu online. 7. Nov. 2014.
- Mein Übersetzungstool ist die Malerei. In: Volly Tanner, Lene Hoffmann: Stadtgespräche aus Leipzig. Gmeiner Verlag, Meßkirch 2014, ISBN 978-3-8392-1634-7, S. 157–162.
- Leipziger Ansichten in Düsseldorf. In: Rheinische Post online. 20. Januar 2011.
- Ich bin kein Vertreter der Leipziger Schule, in: GermanwingsMag, dt./engl. 27/2009.
- Ich habe nichts zu sagen - deshalb male ich. In: Kreuzer – Leipziger Stadtmagazin, 31. März 2009.